# Krupp (vállalat)
A Krupp család egy 400 éves német dinasztia Essenből. A családi vállalkozás, a Friedrich Krupp AG néven ismert Európa legnagyobb vállalata, és a Német Birodalom első számú fegyvergyártója volt mindkét világháborúban. A harmincéves háborútól kezdve a második világháború végéig csatahajókat, U-bootokat, harckocsikat, fegyvereket, közműveket és több száz egyéb árut gyártott.

## Története
A család története 1587-ben kezdődött, amikor egy Arndt Krupp nevű kereskedő Essenbe költözött és csatlakozott az ottani kereskedőkhöz. Ingatlanokat kezdett felvásárolni azoktól a családoktól, akik a pestis miatt elmenekültek a városból, és a város egyik leggazdagabb emberévé vált. A leszármazottai már a  harmincéves háború alatt is fegyvereket gyártottak, és végül megvásárolták a malmokat, a szénbányákat és a kovácsműhelyeket. A napóleoni háborúk során Friedrich Krupp alapította a Gusstahlfabrikot és itt, 1816-ban megkezdte az olvasztott acél gyártását. Ez vezetett a cég jelentős ipari hatalommá válásához, és megalapozta az acélbirodalom alapját, amely később az egész világon uralkodni fog egy évszázaddal később a fia, Alfred Krupp alatt. A Krupp 1859-ben a Porosz Királyság, majd a Német Birodalom fő fegyvergyártójává vált. A 19. század folyamán Alfred Krupp úttörő szerepet játszott a Krupp társaság munkavállalóinak különféle szociális programaiban. Ide tartoztak a helyszíni műszaki képzések, a biztosítások, az olcsó lakások, kórházak, szabadidős létesítmények, parkok, iskolák, fürdőházak, szalonok és áruházak. Az özvegyeknek és az árváknak jövedelmet garantáltak, ha férjük vagy apjuk meghalt vagy megsérült a  munkahelyén. A társaság acélt gyártott az Egyesült Államokban vasútépítéshez és a Chrysler épület lefedéséhez. A Harmadik Birodalomban a Krupp társaság támogatta a náci rezsim és a rabszolgamunka alkalmazását; egy eszköz, amelyet a holokauszt végrehajtásához használnak, miközben gazdasági előnyhöz jutnak. A társaságnak volt egy műhelye az Auschwitz haláltábor közelében. A háború után a Kruppot a semmiből újjáépítették, és ismét Európa egyik leggazdagabb vállalata lett. Ez a növekedés azonban nem tartott végtelen ideig. 1967-ben a gazdasági recesszió jelentős pénzügyi veszteségeket okozott a vállalat számára. 1999-ben egyesült a Thyssen AG-vel, és létrejött a ThyssenKrupp AG ipari konglomerátum.

## Szerepe a világ fontos háborúiban
Porosz–francia háború
Poroszország váratlan győzelme Franciaországgal szemben megmutatta az acél ágyú előnyét a  sárgarézhez képest. A Krupp tüzérség jelentős tényező volt a wissembourg-i és gravelotte-i csatákban, és Párizs ostroma alatt is  használták. Krupp léggömbelhárító fegyverei voltak az első légvédelmi fegyverek. Poroszország ütegeket telepített a főbb észak-német kikötőkbe, amelyek 4000 méter távolságból is elérték a francia hajókat, gátolva az inváziót. 
Venezuelai forradalom
A Krupp, a nagy venezuelai vasút 1888 és 1894 közötti építésével felvetette a venezuelai államadósságot. Venezuela az adósságkifizetések 1901-ben történő felfüggesztése az 1902–1903-as venezuelai válság hadihajó-diplomáciájához vezetett. 
Balkán-háború
Oroszország és az Oszmán Birodalom egyaránt nagy mennyiségű Krupp fegyvert vásárolt. 1887-re Oroszország 3096 darabot, míg az oszmánok 2773 Krupp fegyvert vásároltak. A balkáni háborúk kezdetéig a Krupp legnagyobb exportpiaca Törökország volt, amely 1854 és 1912 között 3943 különféle típusú fegyvert vásárolt. A Balkán második legnagyobb vevője Románia volt, amely ugyanebben az időszakban 1450 fegyvert vásárolt, míg Bulgária 517 darabot, Görögország 356-ot, az Osztrák–Magyar Monarchia 298-at, Montenegró 25-öt és Szerbia mindössze 6 fegyvert vásárolt.